# Liste des circonscriptions législatives du Var
Le département français du Var est, sous la Cinquième République, constitué de quatre circonscriptions législatives de 1958 à 1986, de sept circonscriptions après le redécoupage électoral de 1986 puis de huit circonscriptions depuis le redécoupage de 2010, entré en application à compter des élections législatives de 2012.

## Présentation
Par ordonnance du 13 octobre 1958 relative à l'élection des députés à l'Assemblée nationale, le département du Var est d'abord constitué de quatre circonscriptions électorales.
Lors des élections législatives de 1986 qui se sont déroulées selon un mode de scrutin proportionnel à un seul tour par listes départementales, le nombre de sièges du Var a été porté de quatre à sept.
Le retour à un mode de scrutin uninominal majoritaire à deux tours en vue des élections législatives suivantes, a maintenu ce nombre de sept sièges,, selon un nouveau découpage électoral.
Le redécoupage des circonscriptions législatives réalisé en 2010 et entrant en application à compter des élections législatives de juin 2012, a modifié le nombre et la répartition des circonscriptions du Var, porté à huit du fait de la forte croissance et de la sous-représentation démographiques du département.

## Composition des circonscriptions

### Composition des circonscriptions de 1958 à 1986
À compter de 1958, le département du Var comprend quatre circonscriptions regroupant les cantons suivants :
- 1re circonscription : Aups, Barjols, Besse-sur-Issole, Brignoles, Callas, Comps-sur-Artuby, Cotignac, Cuers, Draguignan, Fayence, Lorgues, Le Luc, Rians, La Roquebrussanne, Saint-Maximin-la-Sainte-Baume, Salernes, Tavernes.
- 2e circonscription : Collobrières, Fréjus, Grimaud, Hyères, Saint-Tropez, Solliès-Pont.
- 3e circonscription : Toulon-II, Toulon-III, Toulon-IV.
- 4e circonscription : Le Beausset, Ollioules, La Seyne-sur-Mer, Toulon-I.

### Composition des circonscriptions de 1988 à 2012
À compter du découpage de 1986, le département du Var comprend sept circonscriptions regroupant les cantons suivants :
- 1re circonscription : Toulon-I, Toulon-V, Toulon-VI, Toulon-VIII.
- 2e circonscription : Toulon-II, Toulon-III, Toulon-IV, Toulon-VII, Toulon-IX.
- 3e circonscription : La Crau, Hyères, La Valette-du-Var.
- 4e circonscription : Aups, Collobrières, Draguignan, Grimaud, Lorgues, Le Luc, Saint-Tropez.
- 5e circonscription : Callas, Comps-sur-Artuby, Fayence, Fréjus, Le Muy, Saint-Raphaël.
- 6e circonscription : Barjols, Le Beausset, Besse-sur-Issole, Brignoles, Cotignac, Cuers, Rians, La Roquebrussanne, Saint-Maximin-la-Sainte-Baume, Salernes, Solliès-Pont, Tavernes.
- 7e circonscription : Ollioules, Saint-Mandrier-sur-Mer, La Seyne-sur-Mer, Six-Fours-les-Plages.

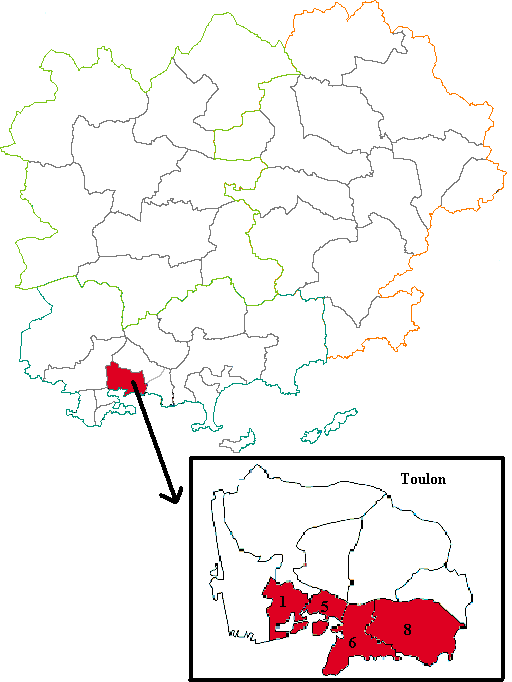
1re circonscription (1988-2012)
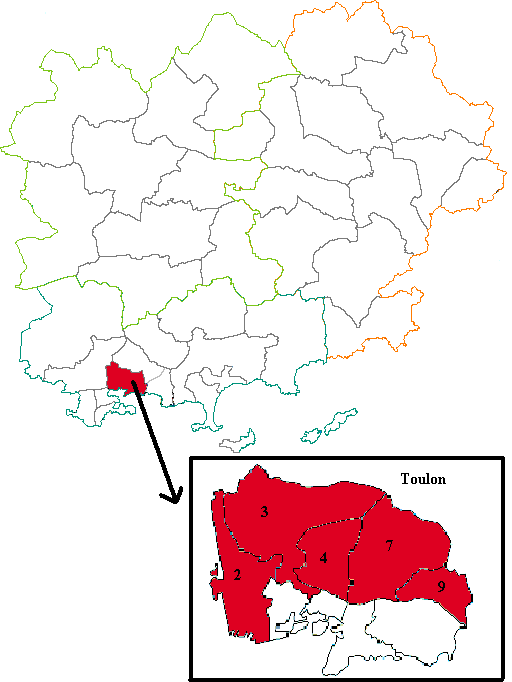
2e circonscription (1988-2012)
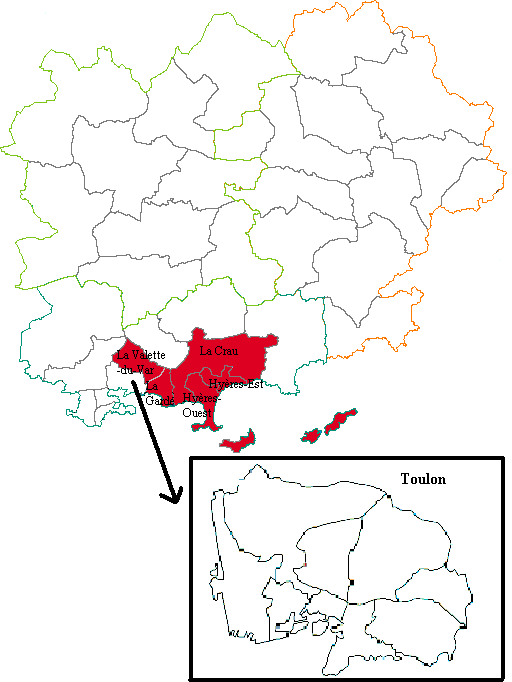
3e circonscription (1988-2012)
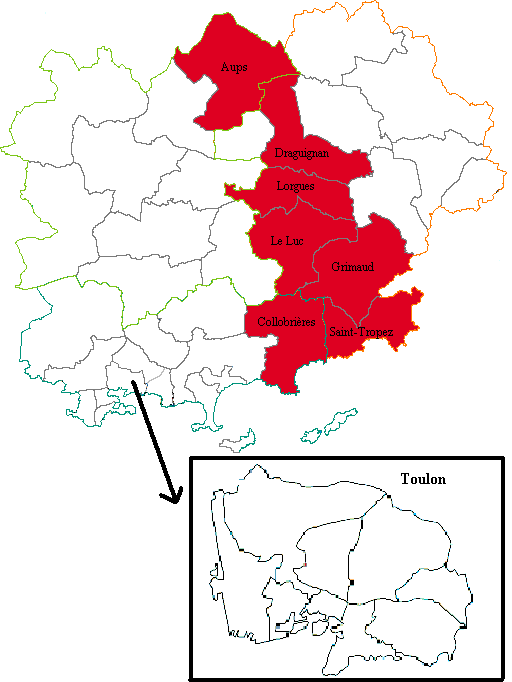
4e circonscription (1988-2012)
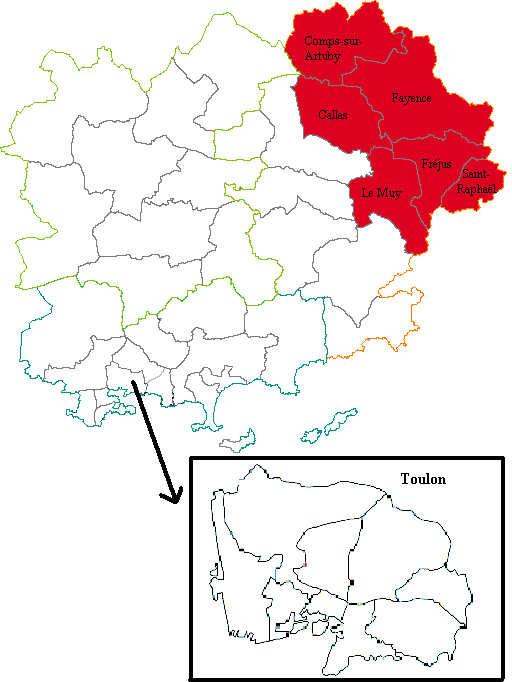
5e circonscription (1988-2012)
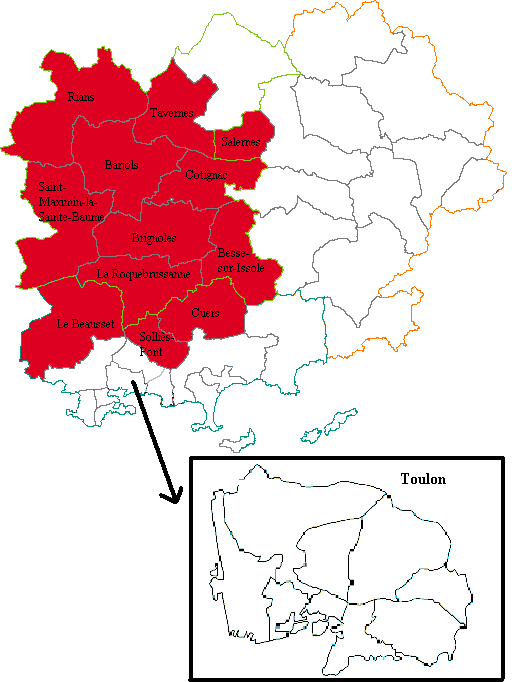
6e circonscription (1988-2012)
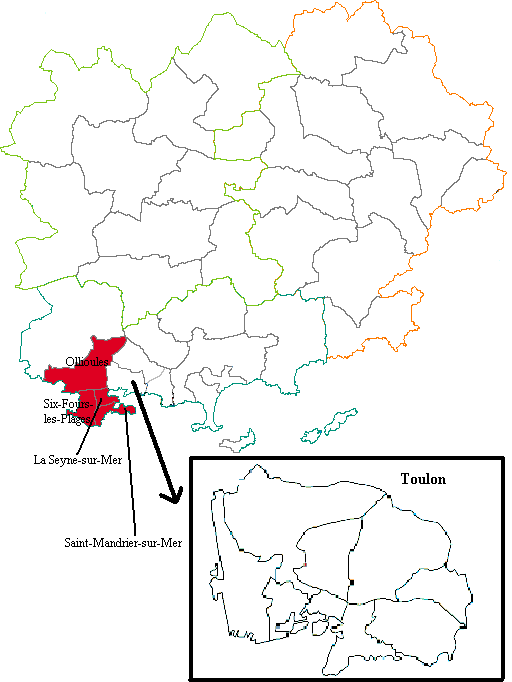
7e circonscription (1988-2012)

### Composition des circonscriptions à compter de 2012
Depuis le nouveau découpage électoral, le département comprend huit circonscriptions regroupant les cantons suivants :
- 1re circonscription : Toulon-I, Toulon-IV, Toulon-V, Toulon-VI, Toulon-VII, Toulon-VIII, Toulon-IX
- 2e circonscription : Ollioules (sauf communes de Sanary-sur-Mer et Bandol), Toulon-II, Toulon-III, Solliès-Pont, La Valette-du-Var
- 3e circonscription : La Crau, La Garde, Hyères-Est, Hyères-Ouest, Carqueiranne, Le Pradet, La Londe-les-Maures
- 4e circonscription : Besse-sur-Issole, Collobrières, Grimaud, Lorgues, Le Luc, Saint-Tropez
- 5e circonscription : Fréjus, Le Muy, Saint-Raphaël
- 6e circonscription : Le Beausset, Brignoles, Cuers, La Roquebrussanne, Saint-Maximin-la-Sainte-Baume
- 7e circonscription : Saint-Mandrier-sur-Mer, La Seyne-sur-Mer, Six-Fours-les-Plages, communes de Sanary-sur-Mer et Bandol
- 8e circonscription : Aups, Barjols, Callas, Comps-sur-Artuby, Cotignac, Draguignan, Fayence, Rians, Salernes, Tavernes

À la suite du redécoupage des cantons de 2014, les circonscriptions législatives ne sont plus composées de cantons entiers mais continuent à être définies selon les limites cantonales en vigueur en 2010. Les circonscriptions sont ainsi composées des cantons actuels suivants :
- 1re circonscription : cantons de Toulon-1 (sauf quartier Saint-Roch), Toulon-2 (quartier du Temple et partie de Valbourdin), Toulon-3 (partie de Toulon sauf quartier des Moulins) et Toulon-4
- 2e circonscription : cantons d'Ollioules (sauf communes de Bandol et Sanary-sur-Mer), Solliès-Pont (sauf commune de Cuers), Toulon-1 (quartier Saint-Roch), Toulon-2 (sauf quartier du Temple et partie de Valbourdin) et Toulon-3 (quartier des Moulins et communes de La Valette-du-Var et Le Revest-les-Eaux)
- 3e circonscription : cantons de La Crau (sauf communes de Bormes-les-Mimosas, Le Lavandou et Rayol-Canadel-sur-Mer), La Garde et Hyères
- 4e circonscription : cantons du Luc, Sainte-Maxime et Vidauban (sauf commune du Muy), communes de Bormes-les-Mimosas, Le Lavandou et Rayol-Canadel-sur-Mer
- 5e circonscription : cantons de Fréjus et Saint-Raphaël, communes de Bagnols-en-Forêt, le Muy, Puget-sur-Argens et Roquebrune-sur-Argens
- 6e circonscription : Brignoles (6 communes), Garéoult, Saint-Cyr-sur-Mer et Saint-Maximin-la-Sainte-Baume (4 communes), commune de Cuers
- 7e circonscription : La Seyne-sur-Mer-1 et La Seyne-sur-Mer-2, communes de Sanary-sur-Mer et Bandol
- 8e circonscription : Brignoles (6 communes), Draguignan, Flayosc, Roquebrune-sur-Argens (sauf communes de Bagnols-en-Forêt, Puget-sur-Argens et Roquebrune-sur-Argens) et Saint-Maximin-la-Sainte-Baume (15 communes)

1re circonscription (2014-)
2e circonscription (2014-)
3e circonscription (2014-)
4e circonscription (2014-)
5e circonscription (2014-)
6e circonscription (2014-)
7e circonscription (2014-)
8e circonscription (2014-)